# トチカガミ科

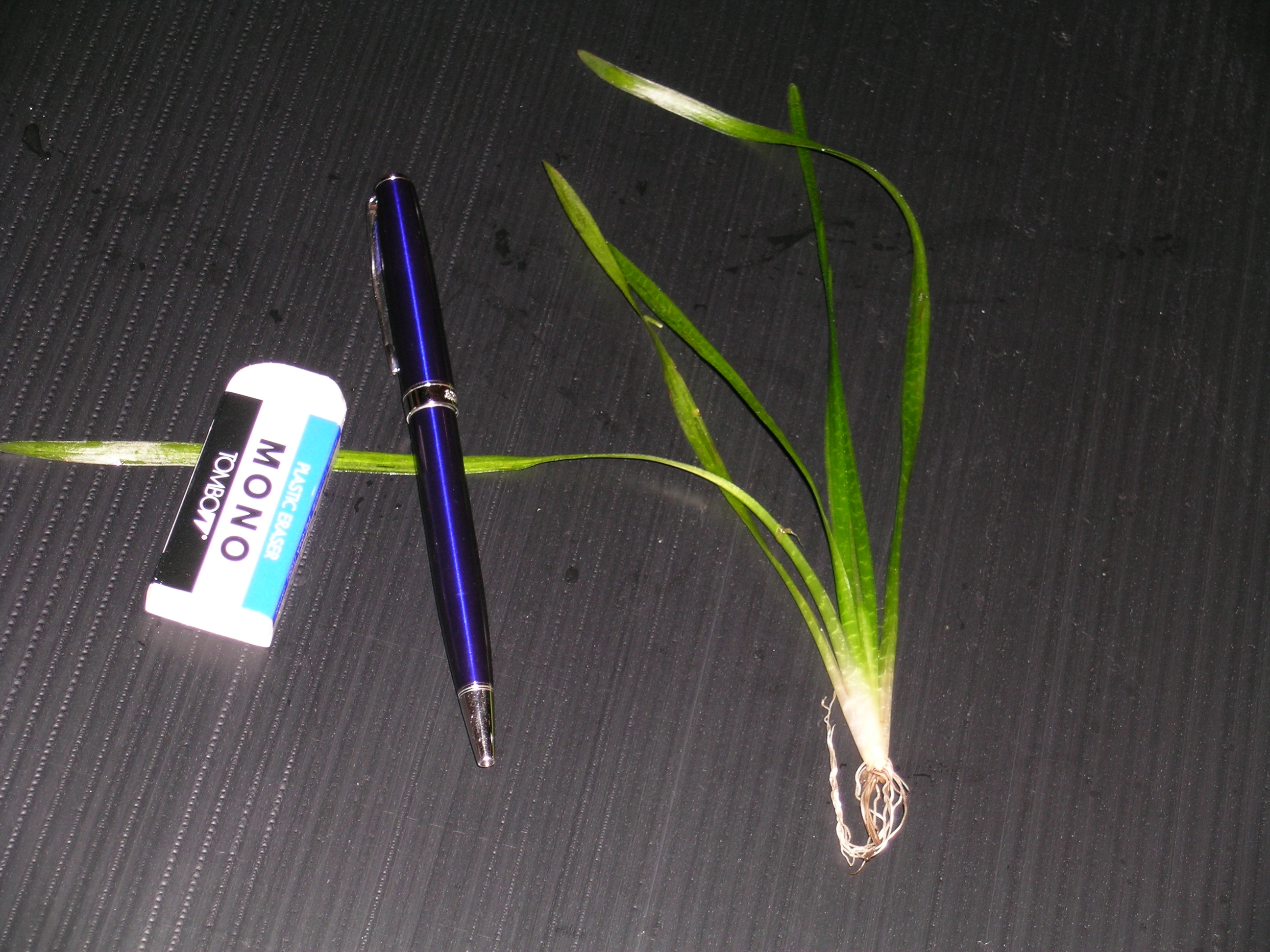
ネジレモ

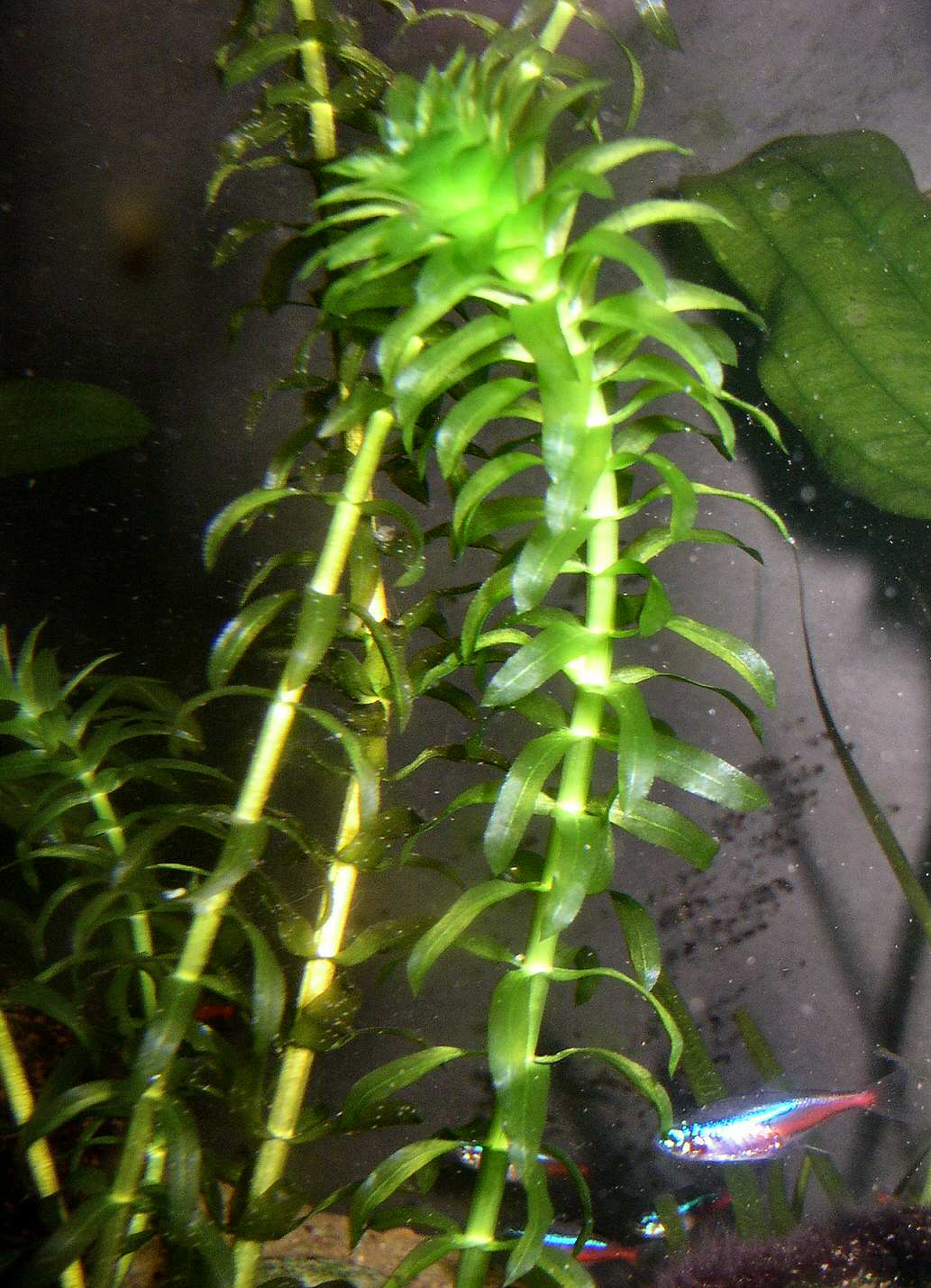
オオカナダモ

トチカガミ科（トチカガミか、Hydrocharitaceae）は単子葉植物の科で、淡水または海水中に生育する水草、18属100種ほどからなる。日本と周辺の海には7属十数種が自生し、帰化植物としてオオカナダモ、コカナダモなどがある。世界の熱帯から温帯にかけ分布する。多年生または一年生で、匍匐茎で広がるもの、直立茎に葉が螺旋状につくもの、ロゼット状のものがある。葉の形態も多様で、線形（葉柄がない）、楕円形、心形、円形などのものがあり、多くは水中葉であるがトチカガミのように海綿状組織に空気を含んで浮くものもある。花は子房下位、多くは雌雄異花で、萼と花弁が各2または3枚、またはないものもある。雄蕊は1ないし多数。1-2枚の細長い苞にはさまれ、多くは単生。
アクアリウムなどで栽培されるもののほか、花を観賞するために栽培されるものもある。

## 上位分類
上位分類は、APG植物分類体系ではオモダカ目、新エングラー体系ではイバラモ目、クロンキスト分類体系ではオモダカ亜綱トチカガミ目である。

## 属
- Apalanthe
- Apertiella
- Blyxa スブタ属 - スブタ、マルミスブタ、ヤナギスブタ、セトヤナギスブタ、ミカワスブタ
- Egeria オオカナダモ属 - オオカナダモ
- Elodea コカナダモ属 - コカナダモ
- Enhalusウミショウブ属 - ウミショウブ
- Halophila ウミヒルモ属 - ウミヒルモ
- Hydrilla クロモ属 - クロモ
- Hydrocharis トチカガミ属 - トチカガミ
- Lagarosiphon
- Limnobium リムノビウム属 - アマゾントチカガミ
- Maidenia
- Najas イバラモ属
- Nechamandra
- Ottelia ミズオオバコ属 - ミズオオバコ
- Stratiotes
- Thalassia リュウキュウスガモ属 - リュウキュウスガモ
- Vallisneria セキショウモ属 - セキショウモ、ネジレモ、コウガイモ